# 贝尔维讷河
贝尔维讷河（法語：Berwinne，法語發音：[bɛʁwin]），荷兰语称贝尔韦恩河（荷蘭語：Berwijn，荷蘭語發音：[bɛrˈʋɛi̯n]），是比利时列日省与林堡省的河流，是默兹河的支流，长25千米，发源自亨利沙佩勒，于穆灵恩流入默兹河。